# Gerald Paddio
Gerald James Paddio  (nacido el 21 de abril de 1965 en Lafayette, Luisiana) es un exjugador de baloncesto estadounidense. Con 2,03 de estatura, jugaba en la posición de alero.

## Equipos

### Instituto
- High School. Rayne, Luisiana.

### Universidad
- 1984-1985 Kilgore College
- 1985-1986 Seminole Junior College
- 1986-1988 University of Nevada at Las Vegas

### Profesional
- 1988-1989 Rockford Lightning
- 1988-1989 Rochester Flyers
- 1989-1990 Liga de Francia
- 1990-1991 Cleveland Cavaliers
- 1991-1992 CBGrand Rapids Hoops
- 1991-1992 Rockford Lightning
- 1991-1992 Club Baloncesto Zaragoza
- 1992-1993 Seattle Supersonics
- 1992-1993 Indiana Pacers
- 1992-1993 Scavolini Pesaro
- 1993-1994 New York Knicks
- 1993-1994 Washington Bullets
- 1993-1994 Rapid City Thrillers
- 1994-1995 Maccabi Rishon LeZion
- 1995-1996 Chicago Rockers. Juega 45 partidos.
- 1995-1996 CB Ourense. Cinco partidos
- 1996-1997 Hapoel Givat Shmuel
- 1997-1999 Panasonic Superkangaroos
- 1999-00 Zexel Blue Winds
- 2000-01 Maccabi Rishon LeZion
- 2001-02 Las Vegas Slam
- 2002-03 Liga de México. Soles Jalisco.
- 2002-03 Liga de Líbano. Kahraba Beirut. Entra acabado la Liga de México.
- 2003-04 Liga de Argentina. Ferrocarril Oeste.